# Црна Гора на Песми Евровизије 2007.
Црна Гора је дебитовала на Песми Евровизије 2007. са песмом „Ајде, крочи“ коју су написали Славен Кнезовић и Милан Перић. Песму је извео Стеван Фади. Радио и телевизија Црне Горе (РТЦГ) организовала је национално финале МонтенегроСонг 2007 како би одабрао црногорску пријаву за такмичење 2007. у Хелсинкију, Финска. Десет пријава се такмичило у националном финалу 25. фебруара 2007. где је јавно телевизијско гласање за победника изабрало „Ајде, крочи“ у извођењу Стевана Фадија са 4.747 гласова.
Црна Гора се такмичила у полуфиналу Песме Евровизије које је одржано 10. маја 2007. Наступајући током емисије на позицији 7, "'Ајде, крочи" није изабрана међу 10 најбољих учесника полуфинала и стога се није квалификовао да се такмичи у финалу. Црна Гора je заузела двадесет друго место од 28 земаља учесница у полуфиналу са 33 бода.

## Позадина
Црногорски национални емитер Радио и телевизија Црне Горе (РТЦГ) је 13. октобра 2006. године потврдила да ће Црна Гора дебитовати на Песми Евровизије 2007. као независна нација након распада Државне заједнице Србија и Црна Гора, која се претходно такмичила од 1961 до 1992 у саставу Југославије и 2004 и 2005 у саставу Србије и Црне Горе. РТЦГ би такође преносила догађај у Црној Гори и организовала процес селекције за улазак нације. За избор песме представнице за издање такмичења 2007. године, коришћен је национални коначни формат за одабир црногорског уноса.

## Пре Евровизије

### Монтенегросонг 2007.
Монтенегросонг 2007. је национално финале које је организовала РТЦГ у циљу одабира црногорске пријаве за Песму Евровизије 2007. Десет пријава се такмичило у телевизијском финалу 25. фебруара 2007. године, које је одржано током програма ТВЦГ Недјељно поподне у студијима РТЦГ у Подгорици, а водили су га Дражен Бауковић и Оливера Симуновић.

#### Конкурентне пријаве
РТЦГ је 13. јануара 2007. године отворила рок за пријаву у којем су умјетници и писци пјесама могли да предају своје радове до 9. фебруара 2007. године. РТЦГ је по истеку рока примила 16 пријава. Селекциони жири који су чинили музичка уредница КИЦ-а „Будо Томовић“ Маја Поповић, композитор Слободан Ковачевић и музичка уредница РТЦГ Весна Ивановић оценио је пристигле радове и одабрао десет најбољих за финале. Одабрани извођачи су објављени 14. фебруара 2007, а њихове песме 17. фебруара 2007.
| Уметник              | Пјесма                   | Аутори                                          |
| -------------------- | ------------------------ | ----------------------------------------------- |
| Црвено и црно        | „Луда сам без тебе“      | Михаило Радоњић, Горан Атанасковић              |
| Далибор Дадо Ђуровић | „Зашто“                  | Сергеј Ћетковић                                 |
| Грим                 | „Када она љуби те“       | Небојша Ђукановић                               |
| Ивана Радиновић      | „Немам снаге“            | Михаило Радоњић, Момчило Зековић-Зеко           |
| Марко Вукчевић       | „Сваки пут ме теби води“ | Марко Вукчевић, Славен Вукчевић                 |
| Милена Видаковић     | „Дуга“                   | Светлана Раицковић                              |
| Нина и Дан послије   | „Анђеле“                 | Зоран Радоњић, Нина Петковић                    |
| Ролли                | „Кад се сјетим“          | Пјетар Дедивановић, Љубо Јововић, В.Дедивановић |
| Стефан Филиповић     | „Не могу без тебе"       | Мирсад Серхатлић, Сања Перић                    |
| Стеван Фади          | „Ајде, крочи"            | Славен Кнезовић, Милан Перић                    |

#### Финале
The final took place on 25 February 2007. The ten competing entries were performed and "'Ajde, kroči" performed by Stevan Faddy was selected as the winner entirely by public televoting. 11,006 votes were received by the televote during the show. In addition to the performances of the competing entries, the show also featured guest performances by 2005 Serbian and Montenegrin Eurovision entrant No Name, 2007 Belarusian Eurovision entrant Dmitry Koldun and 2007 Slovenian Eurovision entrant Alenka Gotar.
| Наступ | Уметник              | Пјесма                     | Телегласање | Телегласање | Телегласање | Место |
| Наступ | Уметник              | Пјесма                     | Телефон     | СМС         | Укупно      | Место |
| ------ | -------------------- | -------------------------- | ----------- | ----------- | ----------- | ----- |
| 1      | Марко Вукчевић       | „Сваки стави ме теби води“ | 115         | 730         | 845         | 3     |
| 2      | Црвено и црно        | „Луда сам без тебе“        | 24          | 113         | 137         | 10    |
| 3      | Грим                 | „Када она љуби те“         | 93          | 480         | 573         | 5     |
| 4      | Милена Видаковић     | „Дуга“                     | 67          | 305         | 372         | 6     |
| 5      | Нина и Дан послије   | „Анђеле“                   | 91          | 513         | 604         | 4     |
| 6      | Ролли                | „Кад се сјетим“            | 32          | 229         | 261         | 9     |
| 7      | Стефан Филиповић     | „Не могу без тебе“         | 474         | 2,368       | 2,842       | 2     |
| 8      | Далибор Дадо Ђуровић | „Зашто“                    | 62          | 261         | 323         | 7     |
| 9      | Стеван Фади          | „Ајде, крочи“              | 756         | 3,991       | 4,747       | 1     |
| 10     | Ивана Радиновић      | „Немам снаге“              | 55          | 247         | 302         | 8     |

### Промоција
Стеван Фади је 8. марта 2007. посебно промовисао „Ајде, крочи“ као песму која представља Црну Гору, током финала Беовизија 2007.

## На Евровизији
Према правилима Евровизије, све нације, осим земље домаћина, „велике четворке“ (Француска, Немачка, Шпанија и Уједињено Краљевство) и десет најбоље пласираних на такмичењу 2006. морају да се квалификују у полуфинале 10. маја 2007. како би се такмичили за финале 12. маја 2007. Дана 12. марта 2007. године одржан је посебан жреб за алокацију којим је утврђен редослед трчања за полуфинале и Црна Гора је била постављена на позицију 7, након уласка из Грузије и пре пријаве из Швајцарске.
Два полуфинала и финале преношени су у Црној Гори на ТВЦГ 2 уз коментаре Дражена Бауковића и Тамаре Иванковић. Гласноговорник за Црну Гору, који је најавио црногорске гласове током финала, био је Видак Латковић.

### Полуфинале
Стеван Фади је учествовао на техничким пробама 3. и 5. маја, након чега су уследиле генералне пробе 11. и 12. маја. На црногорском наступу на сцени је био Стеван Фади са два басиста и бубњаром у поставу бенда. У врхунцу наступа, двојица басиста су се нагнула ка бубњару док се камера вртела око музичара. ЛЕД екрани су приказивали плаве и сиве боје са коришћеним белим светлосним ефектима. Са Стеваном Фадијем наступила су тројица музичара Јован Ћошо (бубњеви), Марко Перић (бас) и кокомпозитор „Ајде, крочи“ Славен Кнезовић (бас). Марко Перић је раније представљао Србију и Црну Гору 2005. године у оквиру Но нејм. У наступу су биле и две пратеће вокалисти Неда Паповић и Светлана Раицковић.
Црна Гора се на крају није квалификовала за такмичење у финалу. Касније је откривено да се Црна Гора пласирала на двадесет и другу позицију у полуфинале, са укупно 33 бода.

### Гласање
У наставку је преглед бодова који су додијељени Црној Гори и које је Црна Гора додијелила у полуфиналу и великом финалу такмичења. Земљаје у полуфиналу и финалу такмичења доделила Србији 12 бодова.

#### Бодови додијељени Црној Гори
| Резултат  | Држава                                       |
| --------- | -------------------------------------------- |
| 12 бодова |                                              |
| 10 бодова |                                              |
| 8 бодова  | Србија                                       |
| 7 бодова  | Албанија                                     |
| 6 бодова  |                                              |
| 5 бодова  | - Босна и Херцеговина - Хрватска - Словенија |
| 4 бодова  |                                              |
| 3 бодова  | Северна Македонија                           |
| 2 бодова  |                                              |
| 1 бод     |                                              |

#### Бодови које додјељује Црна Гора
| Резултат  | Земља              |
| --------- | ------------------ |
| 12 бодова | Србија             |
| 10 бодова | Северна Македонија |
| 8 бодова  | Словенија          |
| 7 бодова  | Хрватска           |
| 6 бодова  | Албанија           |
| 5 бодова  | Бугарска           |
| 4 бодова  | Белорусија         |
| 3 бодова  | Турска             |
| 2 бодова  | Норвешка           |
| 1 бод     | Пољска             |

| Резултат  | Земља               |
| --------- | ------------------- |
| 12 бодова | Србија              |
| 10 бодова | Северна Македонија  |
| 8 бодова  | Словенија           |
| 7 бодова  | Босна и Херцеговина |
| 6 бодова  | Русија              |
| 5 бодова  | Бугарска            |
| 4 бодова  | Шпанија             |
| 3 бодова  | Белорусија          |
| 2 бодова  | Украјина            |
| 1 бодова  | Турска              |